# Girolamo Pompei
Girolamo Pompèi o Pompei (Verona, 18 de abril de 1731 – Verona, 4 de febrero de 1788) fue un poeta, dramaturgo y traductor italiano.

## Biografía
Hijo del noble veronés Francesco Pompei y de Bianca Brenzona, fue famoso como poeta y dramaturgo autor de diversas tragedias, aunque también compuso disertaciones de carácter moral y literario. Preferentemente se dedicó a vulgarizar la literatura grecolatina antigua traduciendo las Vidas paralelas de Plutarco y las Epístolas de Ovidio.  

## Obras

### Lírica
- Canzoni
- Canzoni pastorali, 1791
- Nuove canzoni pastorali ed altre rime diverse, 1779.

### Tragedias
- L'Ipermestra, 1767
- La Calliroe, 1769

### Traducciones
- Le vite degli uomini illustri di Plutarco (con notas del filólogo francés André Dacier), 1772.
- L'epistole d'Ovidio, 1785.